# Young Firpo
Guido Bardelli, noto come Young Firpo (Barre, 25 aprile 1907 – 21 agosto 1984), è stato un pugile statunitense.

## Gli inizi
La famiglia, di origini italiane, alla morte di suo padre si trasferì nella città mineraria di Burke, nell'Idaho.
Bardelli debuttò come professionista nel 1924, con un incontro che durò il tempo del primo pugno, accumulando un record iniziale di 21 vittorie consecutive, di cui 16 per KO, che evidenziava le doti di picchiatore che ne avrebbero caratterizzato lo stile.

## Carriera da professionista
Fu un pugile di grande popolarità negli Stati Uniti durante gli anni trenta, grazie alla potenza del pugno e ad un modo di combattere senza tregua che rimaneva impresso nella memoria degli spettatori.
"C'è solo un Young Firpo sulla Terra. Nessun altro pugile, in nessun luogo, combatte come lui. Ha uno di quegli stili particolari che un uomo può avere solo dalla nascita."
Pur non avendo mai vinto il titolo mondiale, è considerato uno dei migliori pesi mediomassimi di ogni epoca.
La sola occasione che ebbe per il mondiale fu quella dell'incontro programmato con Maxie Rosenbloom, nel 1934, che tuttavia andò in fumo per disaccordi sulla borsa di Firpo.
Tra gli incontri più famosi, quello del 1934 contro John Henry Lewis, terminato con un pareggio sulle 10 riprese.